# Numan (I) ibn Imri-l-Qays
Numan (I) ibn Imri-l-Qays fou rei làkhmida d'Aràbia, conegut com a al-Àwar as-Sàïh (al-Awar, «el borni»; as-Sàïh, «l'errant»; el segon malnom se li hauria donat per haver renunciat al món). Era fill d'Imru-l-Qays ibn Amr al-Muhàrriq (rei 382-403) l'existència del qual no està testimoniada més que per la tradició. Va governar del 403 al 431. Entre 413 i 420 va visitar al sant sirià Simeó i es creu que sota influència d'aquest va acabar renunciant al món. Està associat a la construcció del palau de Khawarnak i a la creació de les divisions militar d'al-Shahba i al-Dawsar.
Va renunciar vers 431 i el va succeir el seu fill al-Múndhir (I) ibn Numan ibn Imri-l-Qays.